# Виртуальный брак
Виртуа́льный брак — форма постоянных отношений через международную компьютерную сеть Интернет между пользователями с их регистрацией на специализированных сайтах. Виртуальный брак юридически не является браком и не признаётся государством и некоторыми мировыми религиями, но при этом имитирует институты бракосочетания, регистрации, семейной жизни, принятые в обществе.
Два человека, которые желают, чтобы их аватары или персонажи были женаты, создадут событие, напоминающее стандартную свадьбу. Это стало очень популярным благодаря Ultima Online, которая обеспечивала кольца, наряды и украшения. Будущие «супруги» знакомятся через Интернет и проходят через процедуру виртуального бракосочетания с участием свидетелей на специальных сайтах, получая компьютерные «свидетельства о браке», которые не имеют никакой юридической силы, но важны с точки зрения личных отношений.
Также подобные браки встречаются в массовых многопользовательских онлайн-ролевых играх, начиная с самых ранних, таких как MUDs. В социальной сети ВКонтакте в чат-ботах, предназначенных для администрирования бесед, также предусмотрена функция регистрации браков. В большинстве случаев действуют традиционные правила регистрации: человек не может быть в браке сразу с несколькими пользователями (по крайней мере в рамках беседы), однако однополые браки среди пользователей не запрещены.
Подобные браки на расстоянии очень популярны среди молодёжи. В Китае уже было зарегистрировано 50 тысяч виртуальных браков.
Правоведы из исламского университетa «Аль-Азхap» заявляют, что браки через Интернет незаконны и противоречат шариату, детально разработавшему всю процедуру и положения свадьбы по-мусульмански. Например, жених и невеста должны заявить о согласии вступить в брак в присутствии свидетелей, находясь в одной комнате, а не на расстоянии, обязательно согласие родственников. На самом деле, если брак производится по исламским законам и после соглашения родителей, если они существуют, то шариату он не противоречит даже при заключении на расстоянии.

## История
В 1997 году посвящённый играм журнал Next Generation сообщил, что в MMORPG «Меридиан 59», коммерческий запуск которой состоялся сентябре 1996 года было заключено 20 виртуальных браков
.